# Мат (річка)

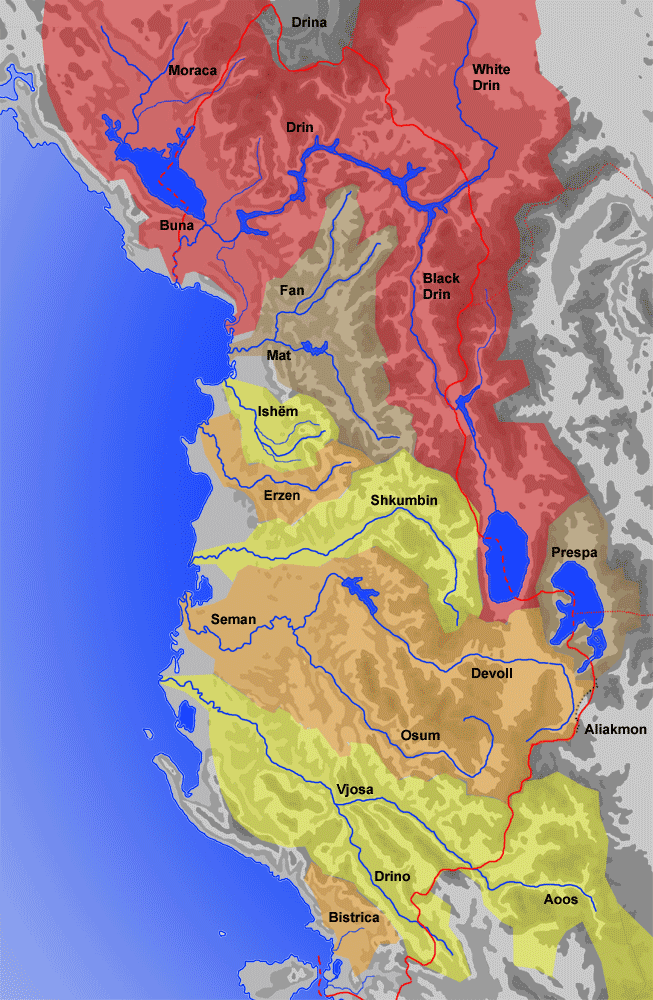
Гідрографічна карта Албанії

Мат — річка в північно-центральній Албанії.

## Етимологія
Албанська назва мат спочатку означала «піднесене місце», «гірське місце». Річка вперше згадується римським письменником Вібієм Секвестром (4-5 століття нашої ери) як Матіс, дотримуючись еллінізованого графічного способу терміну мат. У письмових джерелах назва також фігурувала як Mathia в 1380 році.

## Огляд
Річка впадає в Адріатичне море. Її загальна довжина 115 км, а поверхня водозбору становить 2441 км². Основною притокою річки є Фан, що тече з північного сходу, тоді як Мат тече з південного заходу вниз до місця злиття з Фаном.
Мат бере початок від кількох потоків у карстових горах у Мартанеші, де вона утворює глибокі ущелини та каньйони. Піднімаючись у Мартанеші, Мат прямує на захід до муніципалітету Мат і на північний захід через міста Клос і Буррел. Нижче за течією від Буррела впадає у велике водосховище. Пройшовши через дамбу гідроелектростанції, річка протікає через менше водосховище — «озеро Шкопет» і утворює вузьку ущелину через гірський масив, який відокремлює район Мат від прибережних рівнин.
Мат впадає в Адріатичне море поблизу Фуше-Куке, між містами Леже і Лач.

## Галерея

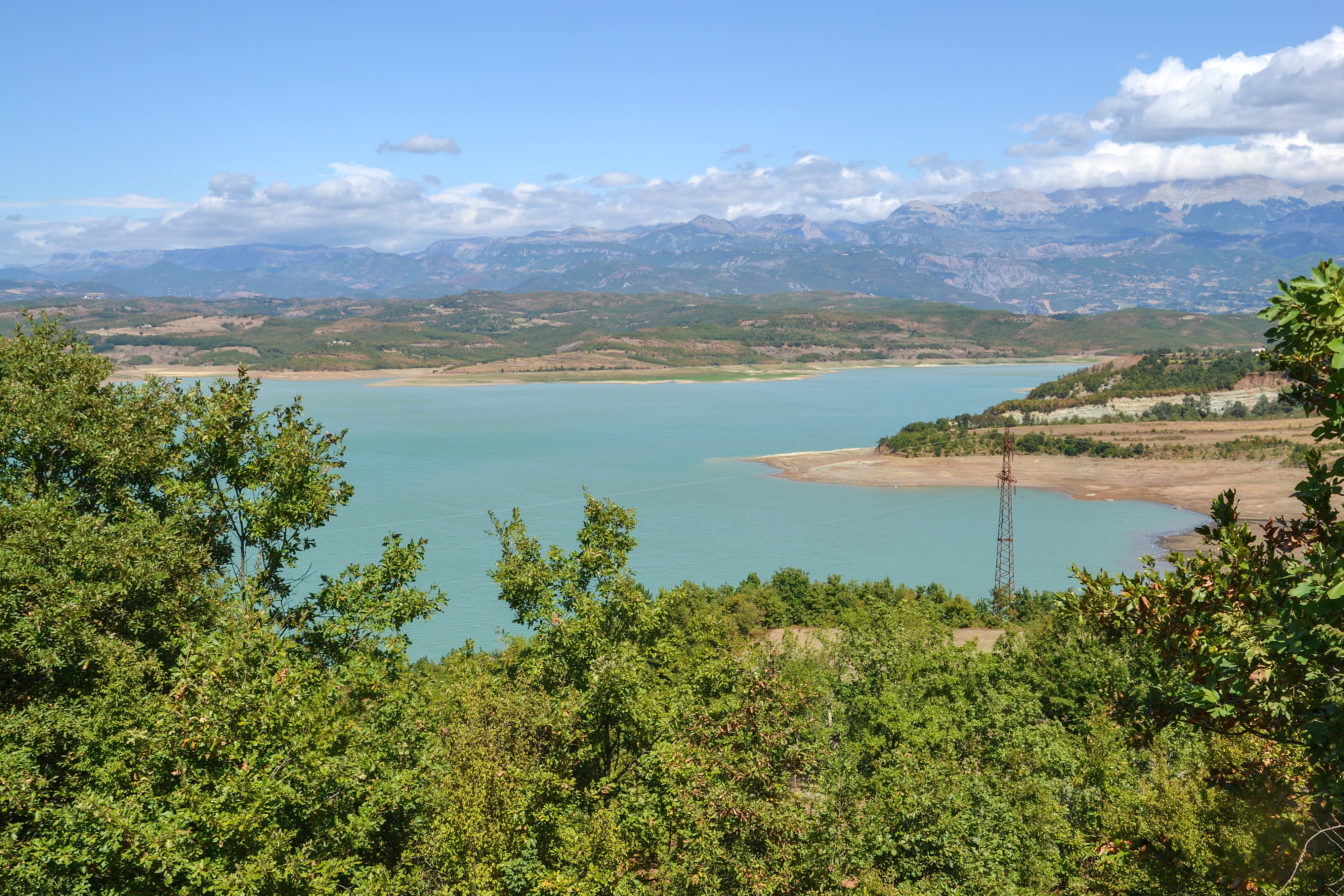
Озеро Ульзе
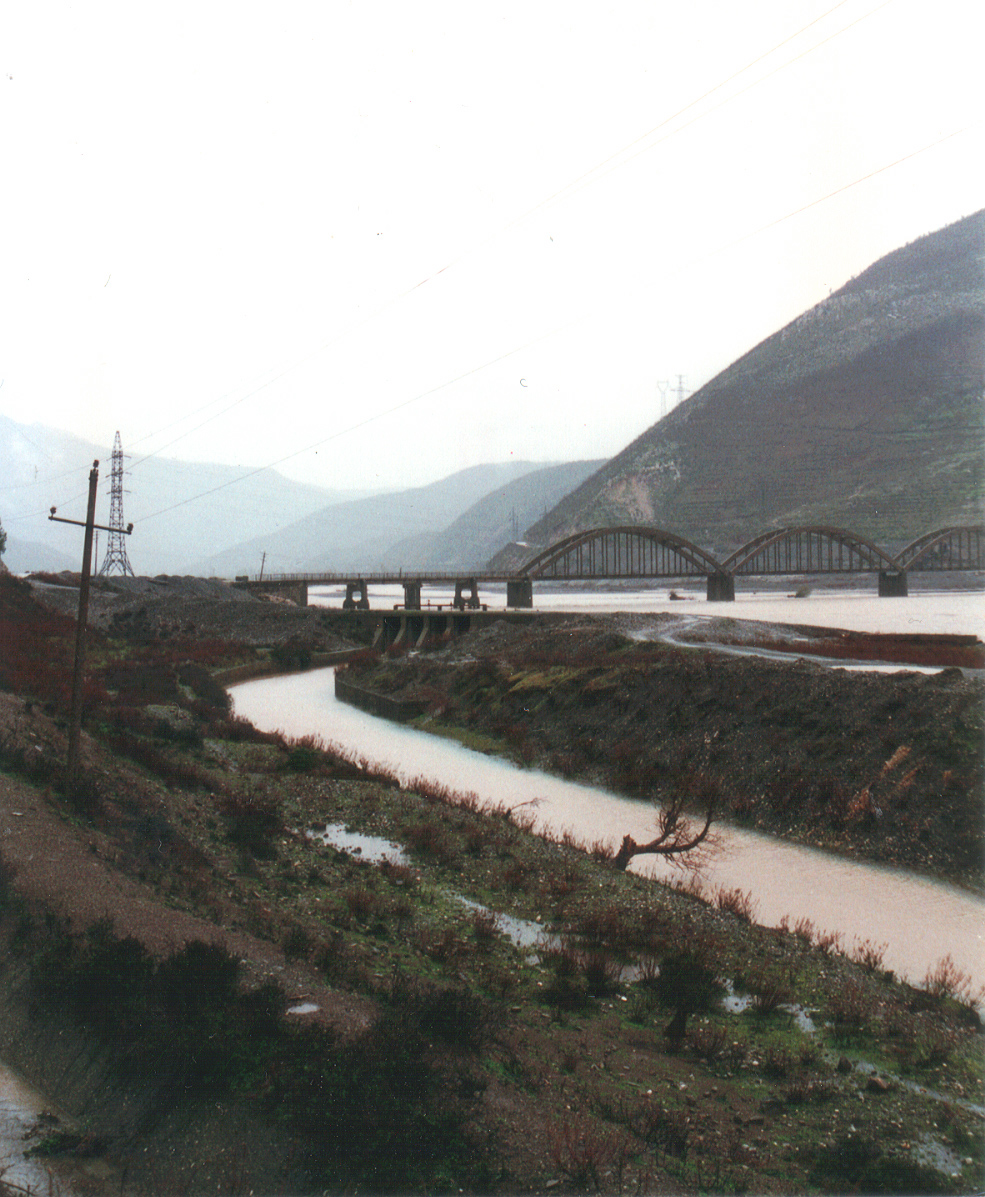
Міст Зог на початку прибережних рівнин